# Antonio Esposito
Antonio Esposito (Viganello, 13 de desembre de 1972) és un exfutbolista suís, que ocupava la posició de migcampista.

## Trajectòria
Va iniciar la seua carrera a les files de l'AC Lugano el 1992. Quatre anys després recala al Grasshopper-Club Zürich, que el cedeix al CF Extremadura i a la Cagliari Calcio. Posteriorment milita a la lliga francesa amb l'AS Saint-Étienne.
Retorna al seu país el 2002 per incorporar-se al FC Basel, amb qui arriba a la segona fase de la Champions League. Després de militar a l'A.S. Varese 1910, es retira el 2005 jugant al Lugano.
Ha estat internacional amb Suïssa en tres ocasions.